# Edgerank
EdgeRank è il nome comunemente attribuito all'algoritmo che Facebook ha utilizzato fino al 2011 per determinare la visibilità di un post; è stato presentato il 21 aprile 2009 durante l'evento F8 a San Francisco.
Sin dagli albori EdgeRank si basava su tre fattori: "affinità" (affinity), "peso" (weight) e "tempo di decadimento" (decay). Con il passare degli anni Facebook ha ottenuto sempre più iscritti, rendendo necessario uno smistamento delle interazioni da parte degli utenti; per questo dal 2011 Facebook ha smesso di utilizzare questo sistema che nel corso degli anni ha avuto molteplici aggiornamenti.
Dal 2013 Facebook utilizza un nuovo algoritmo e i tre fattori di EdgeRank sono ancora oggi applicati assieme ad altri 100.000.

## Formula e parametri
{\displaystyle \sum _{\mathrm {\,} }=U_{e}W_{e}D_{e}}
dove:
- {\displaystyle U_{e}}: sta per "affinità"
- {\displaystyle W_{e}}: sta per "peso"
- {\displaystyle D_{e}}: sta per "tempo di decadimento"

### Affinità
Parametro attraverso il quale si calcola l'interazione tra due utenti; l'algoritmo assegna un valore ad ogni interazione che avviene tra ricevente e mittente di un messaggio (wall post). Più il ricevente ha interagito con il mittente, maggiori saranno le probabilità che il post del mittente venga visualizzato tra le "Notizie più popolari" (Top News) del ricevente. Caratteristica peculiare di questo parametro è l'unidirezionalità, infatti se tra due o più utenti c'è un'interazione unidirezionale, solo chi contribuisce a mantenere un'alta affinità visualizzerà i post tra le proprie Top News.

### Peso
Tra i vari post pubblicati non tutti hanno lo stesso "peso" cioè la stessa valenza dal punto di vista dimensionale: un post formato da sole parole avrà una valenza minore rispetto ad uno contenente un link, una fotografia oppure un video e conseguentemente il numero di interazioni collegate ad esso contribuisce ad aumentare il peso complessivo del post. Inoltre il tipo di interazione è differente, per esempio un commento ha un valore maggiore di un "Mi Piace".

### Tempo di decadimento
Parametro che calcola il tempo trascorso dalla pubblicazione del post; l'algoritmo tiene conto del valore del post che diminuisce man mano che invecchiano le interazioni relative ad esso.

## Suo sfruttamento
La conoscenza di questa formula ha favorito lo sviluppo di strategie sui contenuti dei social, al fine di permettere una migliore visibilità e promozione in rete agli inserimenti di messaggi a scopo di marketing, suggerendo metodo per incrementare lo Edgerank scoreper dare quindi priorità di visualizzazione al prodotto che si vuole vendere.